# 香川敬三

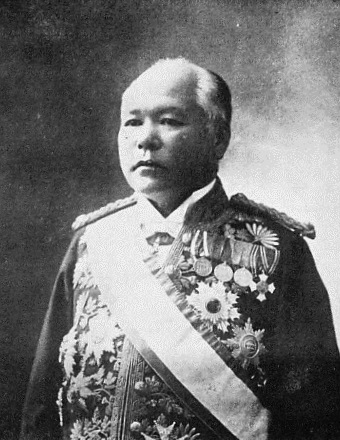
香川敬三

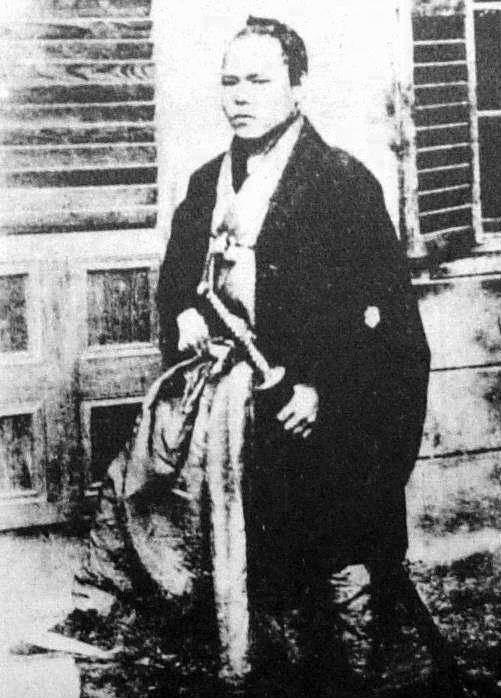
幕末期の香川敬三

香川 敬三（かがわ けいぞう、天保10年11月15日（1839年12月20日） - 大正4年（1915年）3月18日）は、江戸末期の水戸藩出身の勤皇志士で、明治から大正期の日本の宮内省官僚。位階勲等爵位は従一位勲一等伯爵。東山道軍総督府大軍監・皇后宮大夫・皇太后宮大夫・枢密顧問官などを歴任し、美子皇后（昭憲皇太后）に長きに渡って仕えた。
諱は広安。旧姓は蓮田。幼名は、了介または徳松。旧名、鯉沼 伊織（こいぬま いおり）。変名は、小林彦次郎。明治になり香川広安、のちに敬三に改名。士族だったが、後に華族の子爵、ついで伯爵に列する。生年は天保12年（1841年）という説もある。墓所は青山霊園(1イ4-25～26)。

## 経歴

### 幕末
下伊勢畑（現在の常陸大宮市）の水戸藩郷士蓮田重右衛門孝定・袖の3男に生まれる。次兄には、蓮田東三（安政4年（1857年）にタウンゼント・ハリス襲撃を計画するも発覚し入獄死）がいる。上伊勢畑（常陸大宮市）の吉田神社の神官である鯉沼意信（綱彦）の養子となる。
水戸の野口郷校（時雍館）や藤田東湖の私塾、加倉井砂山の日新塾で学び、安政6年（1859年）に起きた勅書奉還事件では、神官同盟の1人として、現在の茨城町長岡に集まった長岡勢に加わった。翌、万延元年（1860年）には同志とともに攘夷を訴えるため、薩摩藩に駆け込み、これがもとで、水戸藩江戸屋敷において謹慎処分を受ける。文久3年（1863年）、藩主徳川慶篤に従って神官同盟として上洛し、諸藩の志士達と交流を深めた。一時、一橋慶喜（徳川慶喜）の側近となったが、急進的であったため罷免された（京都本圀寺党に加わったと言われる）。
のち、京都にて柳の図子党として活躍。慶応元年（1865年）、公家岩倉具視と親しくなる。膳所事件に関わり、志士井上謙三宅に逃げたとされる。慶応3年（1867年）、中岡慎太郎率いる陸援隊の副隊長格となる。同年11月、中岡が暗殺されると、今度は鷲尾隆聚の率いる鷲尾隊の副隊長格として翌月、高野山付近で義軍を挙げ、代官や諸藩を牽制した(高野山挙兵)。その際、死を覚悟した香川は郷里に髪を送り、現在も上伊勢畑には「鯉沼伊織埋髪塔」が現存する。
戊辰戦争が勃発すると、岩倉具視の子である岩倉具定を総督とする東山道軍総督府大軍監として進軍。江戸より軍を率いて宇都宮へ出立。途中、流山で甲陽鎮撫隊（新選組）陣屋を襲って、局長近藤勇を出頭させたと言われている。小軍監有馬藤太の証言によると、当時香川は旗役を務めていただけだったとも言われるが、岡田家文書の発見によって、通説通り東山道軍総督府大軍監であったことが明らかになった。 宇都宮城の戦いでは、大鳥圭介・土方歳三らに敗れ城を奪われ、救援を得て再び奪還している。その後、会津まで転戦した。

### 明治以降
戊辰戦争の軍功により、明治2年に賞典禄300石を下賜された。のち兵部権大丞となるが、軍務は不向きであるとして異動を申し出る。宮内省に移り、宮内権大丞、宮内少丞等を歴任。岩倉使節団への随行を希望したが選にもれ、宮内省を退官し自費で随行する。のちに宮内省理事官随行心得として使節団の正式な一員となる。
のちに再び宮内少丞、宮内大丞、宮内大書記官、皇后宮大夫、有栖川宮閑院宮家政取締、皇太后宮亮、宮内少輔、華族局長、久宮御養育主任、主殿頭、諸陵頭、主馬頭、閑院宮別当、大膳大夫、東伏見宮御用掛、大膳頭、議定官、枢密顧問官、皇太后宮大夫など、宮内官僚として要職を歴任した。皇太后宮大夫の職にあった際にやまと新聞の経営者松下軍治より資金を無心された話が雑誌『大国民』に掲載された。

### 昭憲皇太后の側近として

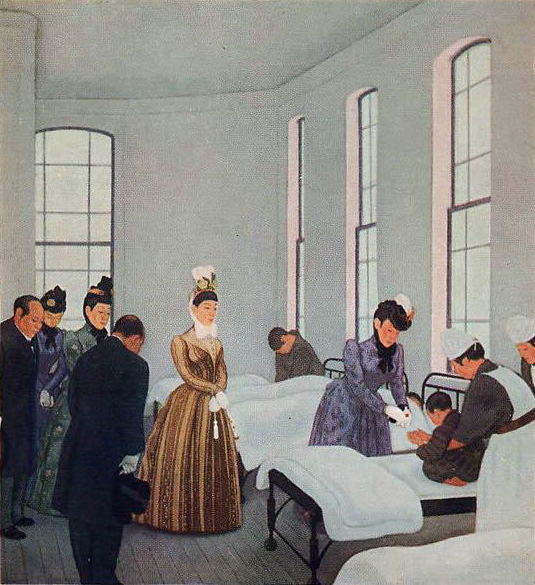
聖徳記念絵画館壁画『東京慈恵院行啓』（満谷国四郎筆、東京慈恵院奉納）明治20年（1887年）5月9日、東京慈恵院に行啓した美子皇后（中央）。同院は、明治15年に皇室より下賜された運営基金や上流階級の婦人で組織される「婦人慈善会」の福祉バザーの売上金等で運営された貧しい人々の医療を行う為の慈善病院であり、皇后は大正2年に至るまで毎年行啓した。ベッドの患者の子供に玩具を渡しているのは有栖川宮熾仁親王御息所董子妃。皇后の左の供奉している男性は皇后宮大夫香川敬三。

明治天皇の皇后美子皇后（昭憲皇太后）に側近として長きに渡り仕えた。伊藤博文が内閣総理大臣兼宮内大臣だった頃、皇后や女官が着用する女子宮廷服の洋装化、宮内省のお雇い外国人の招聘、新しい宮殿の竣工、皇后の洋装写真撮影など、次々と宮中改革の手が打たれたが、香川はそれらを円滑に進めるための皇后への働きかけにあたった。
明治19年5月23日に渡欧中の娘志保子に宛てた手紙の中で、皇后に洋学や洋装を勧めても天皇の反対で進まないという愚痴をこぼしながらも「欧州でも上流階級は必ずフランス語で交際する。もちろん帝王・皇后もそうだ。早晩、日本も必ずそうなると今から想像している」と語っている。岩倉使節団に随行して渡欧していた香川は、欧州の王室・皇室を模範とした皇室近代化改革の必要性を切実に感じており、伊藤の目指す宮中改革のよき理解者だった。
洋装になった美子皇后は、明治天皇とともに外国貴賓に応対し、陸海軍演習を視察し、日本赤十字社を指導し、東京慈恵医院、東京女子師範学校、戦時中の陸海軍病院に行啓を重ねるなど「国母」として存在感を増し、香川は生涯にわたって彼女を支え続けた。
また幕末に落命した同志たちのための名誉回復や、遺族へ訪問するなど、謝罪のため各地を歴訪したという。浪士組に参加した粕谷新五郎の実家、野口（現常陸大宮市）では粕谷家で戦死した者についての碑文を遺している。
大正天皇の生誕の際の御用掛や結婚の際には、御婚儀御用掛長を務めた。徳川慶喜の公爵授与に尽力し、徳川慶喜の娘を大正天皇の后候補として推した。佐々木高行と下田歌子主導の皇女教育の方針に異議のあった明治天皇・昭憲皇太后夫妻の意思で、敬三がその牽制役を担ったこともあった。伯爵となってからも、徳川家の連枝には席を譲ったという。また日露戦争の際には、皇后の夢に坂本龍馬が出たという喧伝を行い、国民を鼓舞させた。屋敷は現在の四谷の紀尾井ホールのところにあった。
大正3年4月9日に約33年にわたって仕えてきた昭憲皇太后が崩御した。憔悴した香川は、皇太后の後を追うかのように翌年3月18日に死去した。爵位は息子の桜男が継承した。

## 栄典
位階
- 1886年（明治19年）7月8日 - 従四位[13]
- 1886年（明治19年）10月20日 - 従三位[14]
- 1894年（明治27年）6月30日 - 正三位[15]
- 1901年（明治34年）12月4日 - 従二位[16]
- 1911年（明治44年）12月11日 - 正二位[17]
- 1915年（大正4年）3月18日 - 従一位[18]

爵位
- 1887年（明治20年）5月9日 - 子爵[19]
- 1907年（明治40年）9月23日 - 伯爵[20]

勲章等
- 1887年（明治20年）11月25日 - 勲二等旭日重光章[21]
- 1888年（明治21年）4月9日 - 銀製黄綬褒章[22]
- 1889年（明治22年）11月25日 - 大日本帝国憲法発布記念章[23]
- 1895年（明治28年）10月31日 - 勲一等旭日大綬章[24]
- 1906年（明治39年）4月1日 - 明治三十七八年従軍記章[25]
- 1912年（大正元年）8月1日 - 韓国併合記念章[26]
- 1914年（大正3年）8月5日 - 旭日桐花大綬章[27]

外国勲章佩用允許
- 1884年（明治17年）9月25日 - イタリア王国：グランオフィシャルデルロルデイヌデルラコロンナデイタリア勲章[28]
- 1885年（明治18年）5月25日 - スウェーデン＝ノルウェー連合王国：ヴァーサ勲二等勲章[29]
- 1891年（明治24年）5月7日 - シャム王国：王冠第一等勲章[30]
- 1893年（明治26年）9月8日 - オーストリア＝ハンガリー帝国：鉄冠第一等勲章[31]
- 1895年（明治28年）8月17日 - メクレンブルク＝シュヴェリーン大公国：グライフェン第一等勲章[32]
- 1896年（明治29年）2月24日 - イタリア王国：王冠第一等勲章[33]
- 1899年（明治32年）3月31日 ‐ ロシア帝国：神聖アンナ第一等勲章[34]
- 1900年（明治33年）2月14日 - ドイツ帝国：王冠第一等勲章[35]
- 1904年（明治37年）11月29日 - 大韓帝国：勲一等大極大綬章[36]
- 1908年（明治41年）6月23日 ‐ 大韓帝国：大勲位李花大綬章[37]
- 1908年（明治41年）9月25日 ‐ フランス共和国：レジオンドヌール勲章グラントフィシエ[38]

## 親族
長女である香川志保子は、権掌侍取扱となり「呉竹の内侍」と言われた。明治33年（1900年）には東宮職を兼務している。英国に留学経験があり、通訳や服飾担当を務めた。大正３年に掌侍取扱となった。二男の香川櫻男は、伯爵・陸軍歩兵大佐となった。同夫人の正子は、松園尚嘉男爵の三女で、関白を務めた九条尚忠の孫、貞明皇后の従妹にあたる。二女の文子は、山井兼文（子爵・貴族院議員）夫人。三女の雪子は、岩村俊武（団次郎）（岩村通俊男爵（農商務大臣）二男・海軍中将）夫人。四女の静子は、花房太郎（子爵・海軍少将・貴族院議員）夫人。孫には、宮内庁掌典次長や昭和天皇大葬儀祭官副長を務めた香川朝男、舞踏家の岩村和雄がいる。